# Masia de Quim
La Masia de Quim és una masia situada al municipi de Cervera, a la comarca catalana de la Segarra.